# Nzoro (Fluss)
Der Nzoro ist ein Fluss in Ober-Uelle in der Demokratischen Republik Kongo. Er ist ein rechter Nebenfluss des Kibali und einer der Quellflüsse des Uelle.

## Verlauf
Er hat seine Quellen unmittelbar an der Grenze zu Uganda, etwa 50 km südlich des Dreiländerecks zum Südsudan. Von dort fließt zunächst nach Norden zum Ländereck und schwenkt dann in westliche Richtung.

## Energiegewinnung
Am Nzoro ist ein 20 MW Kraftwerk installiert, das Energie für die Kibali Gold Mine liefert.